# Michael Flatley

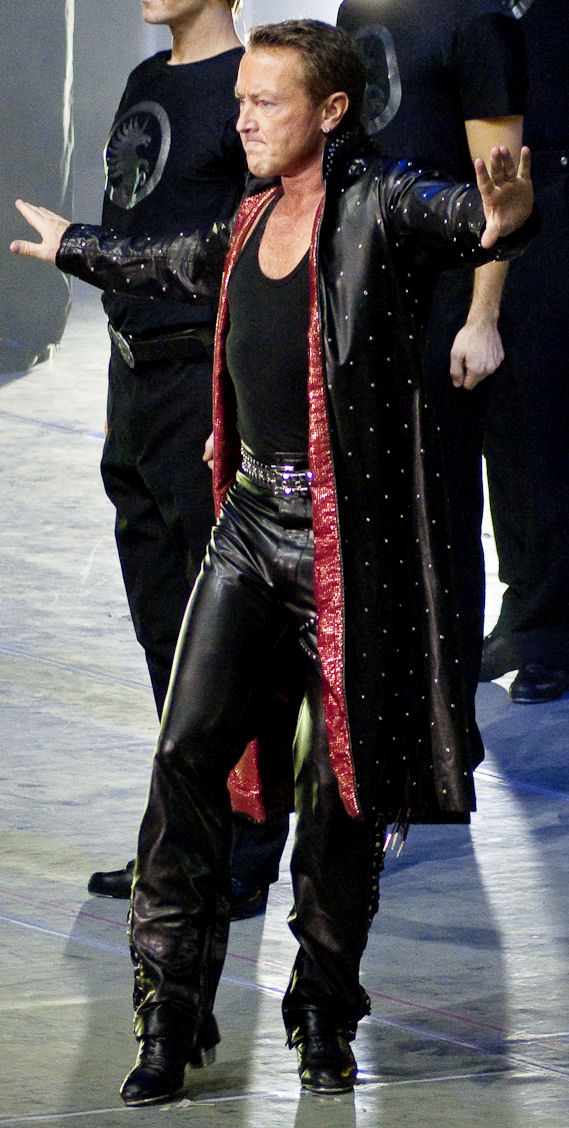
Michael Flatley (2009)

Michael Ryan Flatley (* 16. Juli 1958 in Chicago, Illinois) ist ein US-amerikanischer Tänzer. Er wurde mit seinen weltweit erfolgreichen Irish-Dance-Shows wie Riverdance, Lord of the Dance oder Celtic Tiger bekannt.

## Leben
Michael Flatley ist das zweite von fünf Kindern. Seine Familie hat irische Wurzeln. Auf Wunsch seines Vaters lernte Flatley als Kind das Spielen der Querflöte. Mit diesem Instrument erlangte er zahlreiche Titel, unter anderem auch den des „All-Ireland Flute Champion“. Seine Großmutter, eine erfolgreiche Irish-Dance-Tänzerin, und seine Eltern gaben Flatley seit seinem vierten Lebensjahr Tanzunterricht. Mit elf Jahren besuchte Flatley die „Dennehy School of Irish Dance“, wo er zunächst aufgrund seines fortgeschrittenen Alters abgelehnt worden war. Während seiner Schulzeit gewann Flatley zahlreiche Tanzwettbewerbe in den USA und mit 17 Jahren die „All-World Irish Dance Championship“ in Irland. Da er als Jugendlicher mehrfach verprügelt wurde, begann er mit dem Boxen.
1978 und 1979 tourte er als Tänzer mit der Irish-Folk-Band Green Fields of America, ab 1983 begleitete er die Tournee der irischen Band The Chieftains.
1993 wurde er zum Festival Spirit of Mayo in Dublin eingeladen und erhielt nach diesem Auftritt den Auftrag für den Eurovision Song Contest 1994 eine Tanzperformance für die Pausenshow zu kreieren. Flatley nannte diese fünfminütige Tanzeinlage Riverdance – der Anfang seines weltweiten Erfolgs und die Grundlage seiner weiteren Karriere.
Für seine Shows arbeitet Flatley eng mit dem Komponisten Ronan Hardiman zusammen. Seit dem 9. Juli 2005 war Flatley mit seiner Show Celtic Tiger auf Tournee. Die für Anfang Dezember 2006 geplante Europa-Tournee wurde jedoch abgesagt, weil Flatley mit Herzproblemen in ein Krankenhaus kam. 2017 trat Flatley mit seinem Ensemble bei der Amtseinführungsfeier des amerikanischen Präsidenten Donald Trump auf.
In seiner Paraderolle als Lord in Lord of the Dance war er zum letzten Mal 1998 auf der Bühne zu sehen. Im April 2010 wurde überraschend bekanntgegeben, dass Flatley als Lord auf die Bühne zurückkehren wird. Ausschlaggebend für diesen Schritt waren laut Flatley tausende von Briefen, in denen sich seine Fans eine Rückkehr Flatleys gewünscht hätten. Seine letzte Aufführung als Lord hatte Flatley im Colosseum at Caesars Palace in Las Vegas am 17. März 2016.
Heute arbeitet Michael Flatley als Regisseur, Produzent und Choreograph. Sein Filmdebüt, der Spionage-Actionfilm Blackbird, feierte 2018 beim Raindance Festival in London Premiere. Flatley produzierte den Film selbst, schrieb das Drehbuch, führte Regie und übernahm auch die Hauptrolle. Der Film fiel beim Publikum und bei der Kritik durch. In einer Kritik im Guardian hieß es, Dialoge und schauspielerische Leistungen könnten aus „einem Porno aus dem Jahr 1985“ stammen und die Irish Times erklärte, der Film sei so schlecht, dass er Kultstatus erlangen könne.

### Persönliches
Im Oktober 2006 heiratete Flatley die Tänzerin Niamh O’Brien, seinen Co-Star aus Celtic Tiger. Der Ehe entstammt ein Sohn (* März 2007).

## Diskografie
- CDs
  - 1996 Lord of the Dance
  - 1998 Feet of Flames
  - 2005 Celtic Tiger
  - 2010 On a Different Note (Flötensolo Doppel-CD)
- DVDs und/oder Videos
  - 1995 Lord of the Dance
  - 1998 Feet of Flames
  - 2000 Michael Flatley Gold
  - 2005 oder 2006 Celtic Tiger
  - 2009 Michael Flatley in Feet of Flames Taiwan
  - 2011 Michael Flatley in Lord of the Dance – Die spektakuläre neue Show

## Auszeichnungen und Erfolge
- 1975
  - World Championship for Irish Dance
  - Golden Glove Championship
  - All-Ireland Flute Championships
- 1987
  - Master of Dance Award
- 1988
  - National Heritage Fellowship von Präsident Ronald Reagan
  - National Endowment
- 1989
  - erster Eintrag ins Guinness-Buch der Rekorde mit 28 Steps pro Sekunde
- 1991
  - wurde er zum „Lebenden Schatz“ durch die National Geographic Society erklärt
  - Lobende Erwähnung des Presse für Riverdance im Rahmen der Rose von Montreux
- 1997
  - Chicagos Bürgermeister Daley erklärt den 4. April zum „Michael Flatley Day“
  - Preis für die beste Performance des Jahres für Lord of the Dance
- 1998
  - größte Tanzshow der Welt – Feet of Flames
  - zweiter Eintrag ins Guinness-Buch der Rekorde mit 35 Steps pro Sekunde (Bruch seines ersten Rekords)
- 1999
  - dritter Eintrag ins Guinness-Buch der Rekorde, weil er der höchstbezahlte Tänzer der Welt ist; er verdiente 1.600.000 $; seine Beine haben einen Wert von 40.000.000 $
  - Outstanding Irish-American of the Century Award
- 2001
  - Music Video Prize von Deutschland an Michael Flatley
  - Irish-America Lifetime Achievement Award
  - DIVA-Award

## Tanzshows
- 1980er: Tournee mit The Chieftains
- 1994: Eurovision Song Contest: Pauseneinlage mit Jean Butler und der Riverdance Troupe
- 1994: Riverdance – The Show mit Jean Butler
- 1996: Lord of the Dance
- 1998: Feet of Flames
- 1999: Feet of Flames – Budapest
- 2005: Celtic Tiger

## Filmographie
- 2018: Blackbird

## Auszeichnungen für Musikverkäufe
| Goldene Schallplatte - Australien - 1996: für das Album Lord of the Dance - Kanada - 1990: für das Album Lord of the Dance - Vereinigtes Königreich - 2015: für das Videoalbum Lord Of The Dance - Dangerous Games - Ungarn - 2000: für das Album Lord of the Dance Platin-Schallplatte - Vereinigtes Königreich - 2014: für das Videoalbum Returns As Lord Of The Dance 2× Platin-Schallplatte - Deutschland - 2000: für das Videoalbum Feet Of Flames - Vereinigtes Königreich - 2013: für das Videoalbum Gold - A Celebration Of - 2013: für das Videoalbum Celtic Tiger | 8× Platin-Schallplatte - Vereinigtes Königreich - 2013: für das Videoalbum Feet Of Flames 9× Platin-Schallplatte - Deutschland - 2001: für das Videoalbum Lord Of The Dance 12× Platin-Schallplatte - Vereinigte Staaten - 1998: für das Videoalbum Lord Of The Dance 20× Platin-Schallplatte - Vereinigtes Königreich - 2013: für das Videoalbum Lord Of The Dance & Making Of |

| Land/RegionAuszeichnungen für Musikverkäufe (Land/Region, Auszeichnungen, Verkäufe, Quellen) | Gold     | Platin       | Verkäufe  | Quellen           |
| -------------------------------------------------------------------------------------------- | -------- | ------------ | --------- | ----------------- |
| Australien (ARIA)                                                                            | Gold1    | —            | 35.000    | aria.com.au       |
| Deutschland (BVMI)                                                                           | —        | 11× Platin11 | 550.000   | musikindustrie.de |
| Kanada (MC)                                                                                  | Gold1    | —            | 50.000    | musiccanada.com   |
| Ungarn (MAHASZ)                                                                              | Gold1    | —            | 25.000    | slagerlistak.hu   |
| Vereinigte Staaten (RIAA)                                                                    | —        | 12× Platin12 | 1.200.000 | riaa.com          |
| Vereinigtes Königreich (BPI)                                                                 | Gold1    | 33× Platin33 | 1.675.000 | bpi.co.uk         |
| Insgesamt                                                                                    | 4× Gold4 | 56× Platin56 |           |                   |